# 황창영
황창영(1987년 5월 26일 ~ )은 대한민국의 성우로, 2014년 대원방송 성우극회 공채 5기로 입사했다.

## 출연작

### 애니
- 롱롱죽겠지 2 - 래티
- 핑크퐁 원더스타 - 베리
- 명탐정 핑크퐁과 호기 - 베리, 독수리
- 구르곰 구르닭 (KBS) - 카우보이, 구르곰, 구르라, 구르몽
- 매직팬던트 대모험 - 할아버지
- 닌타마 란타로 24기 (KBS 키즈) - 도이한스케
- 4월은 너의 거짓말 - 카자마

### 외화
- 곰돌이 푸 다시 만나 행복해
- 토르: 라그나로크 - 연극 토르(루크 헴스워스) 외 단역
- 블랙 팬서 - 은조부(스털링 K. 브라운)
- 앤트맨과 와스프 - 제프리 발라드(션 클레이어)
- 변두리 로켓 (채널J) - 사쿠라다
- 빌리 린스 롱 하프타임 워크
- 스타워즈 : 라스트 제다이
- 우러러보니 존귀한 (채널J) - 타카모쿠 (타이가)
- 장군재상 (채널칭)
- 패딩턴 2 - 조나단 브라운(사무엘 조슬린)
- 패신저스 - 아서(마이클 신) 외 단역
- 샹치와 텐 링즈의 전설 - 존 존(전신이)
- 메리 포핀스 리턴즈 - 탬플턴 프라이 / 족제비
- 알라딘 - 경비병
- 완다비전 - 필 존스(데이빗 렌젤) / 몬티(앨런 헤크너)
- 로키 - 클래식 로키(리차드 E. 그랜트) / 케이시(유진 코데로) / 패트리스(알렉스 반) / 힉스 상병(존 콜린 바클레이)
- 토르: 러브 앤 썬더 - 토르 배우(루크 헴스워스)
- 호두까기 인형과 4개의 왕국

### 드라마
- 가면라이더 위저드 - 지휘자 / 벨제붑
- 극장판 가면라이더 위저드 & 포제 MOVIE 대전 얼티메이텀 : 악마의 부활 - 공진태
- 극장판 가면라이더 위저드 IN MAGIC LAND 마야 대왕
- 파워레인저 다이노포스 특별편: 우리들은 현상금 사냥단 - 서약손 / 사진관 점원
- 돌아온 파워레인저 다이노포스 100 Years After - 후회의 책사 아스레반
- 파워레인저 트레인포스 - 네로 남작/스토브 쉐도우 (4화)
- 파워레인저 닌자포스 - 서인철/드라큘라 백작
- 가면라이더 드라이브 - 로이뮤드 간부 하트
- 파워레인저 애니멀포스 - 조하늘/이글 레인저

### 대원방송
- 12영웅전사 - 호타(호랑이), 내레이션
- 4월은 너의 거짓말 - 카자마
- 꼬마 바이킹 빅 - 팍스
- 나의 히어로 아카데미아 - 카미나리 덴키, 프레젠트 마이크, 데스테고로, 머스타드
- 내 이야기!! - 고우다 유타카, 후도, 리더
- 내 친구 호비 - 레오 아저씨
- 달콤달콤 베이커리
- 듀비카 - 화염의 드래곤, 로손 박사, 슈퍼소닉배트
- 드래곤볼 에피소드 오브 버독 - 캬비라
- 드래곤볼 레이징 블래스트 슈퍼 사이언 멸망 계획 - 하치햐쿠
- 드래곤볼 카이 3기 THE FINAL CHAPTERS - 각종 단역
- 드래곤볼 슈퍼 - 비루스, 시사미, 보타모, 니그릿시
- 루팡 3세 Part4 - 탐정
- 원피스 Original 12기 샤본디제도 편 - 스크래치멘 아푸 / 데빌
- 원피스 Original 12기 여인 섬 편 - 스위트피
- 원피스 Original 13기 임펠다운 편 - 캐버디 / 징베
- 원피스 Original 14기 마린포드 편 - 마르코
- 원피스 New 조 편 - 칸주로 / BB(비비)
- 원피스 Original 18기 드레스로자 편 - 브랑뉴 / 칸주로
- 극장판 원피스 스탬피드 - 아푸 / 브랑뉴 / 메이너드
- 달의 요정 세일러문 SS - 페가수스(엘리오스)
- 오소마츠 6쌍둥이 (애니박스) - 마츠노 이치마츠
- 나의 히어로 아카데미아 (애니박스) - 프레젠트 마이크 / 카미나리
- 해피하모니 다마고치! - 신시치 / 페인트치 / 파파키자치

### 영화 애니 더빙
- 극장판 더 도라에몽즈 이상한 과자 왕국 - 도라메드 3세
- 극장판 더 도라에몽즈 아슬아슬 기관차 대폭주! - 도라메드 3세
- 극장판 더 도라에몽즈 위기일발, 스페이스랜드! - 도라메드 3세
- 극장판 도라에몽: 진구와 초록거인전 - 장로
- 극장판 도라에몽: 진구의 우주영웅기~스페이스 히어로즈~ - 이카로스
- 극장판 유희왕 더 다크 사이드 오브 디멘션즈 - 마니
- 극장판 포켓몬스터 뮤츠의 역습 EVOLUTION - 웅
- 포켓몬스터: 성도지방 이야기, 최종장 - 웅
- 기기괴괴 성형수 - 경비
- 딥 - 랄프
- 래미의 초특급 시간여행 - 울피
- 래빗 스쿨 - 맥스
- 매직빈 - 빈
- 발레리나 - 매티
- 빅풋 주니어 - 스티브 / 토니
- 뽀로로 극장판 보물섬 대모험 - 크라켄, 시츄
- 씽2게더 (MOVIE) - 다리우스
- 슈퍼 마리오 브라더스 (MOVIE) - 마리오
- 엘리멘탈 - 헤롤드, 안경남, 마른잎남, 도어맨
- 인사이드 아웃 2 - 블루피
- 인크레더블 2 (MOVIE) - 스크린슬레이버
- 장화신은 고양이: 끝내주는 모험 - 페로
- 짱구는 못말려 극장판: 정면승부! 로봇아빠의 역습 - 아코기데스, 고뭉치
- 짱구는 못말려 극장판: 나의 이사 이야기 선인장 대습격 - 느끼아노 산체스
- 프린스 코기 - 버나드
- 더 퍼스트 슬램덩크 - 양호열
- 몬스터 신부: 101번째 프로포즈 - 몬스터 백작 드라이본
- 위시 - 시몬
- 퇴마록 - 서 교주

### KBS
- 쥐라기캅스 - 쥬렉스
- 쉿! 내 친구는 빅파이브 - 블록
- 마법소녀 디디 - 티기 티카펠라 루치아노
- 캐치! 티니핑 - 그림핑
- 롱롱 죽겠지? - 래티
- 메탈카드봇 - 자크, 피닉스파이어, 버스터갤런

### 타방송사
- 포텐독 (EBS) - 레이다, 원석 아빠
- 메탈카드봇S 강철의 귀환 (EBS) - 자크, 피닉스파이어, 버스터갤런
- 요괴메카드 (대교어린이TV) - 이천숭이
- 미래의 미라이 - 남자 고교생
- 헬로 카봇 유니버스 (SBS) - 스피너블
- 마블 퓨처 어벤져스 (디즈니채널) - 아디
- 포켓몬스터 썬&문 (투니버스) - 우르, 구즈마
- 포켓몬스터 W (투니버스) - 채박사
- 원펀맨 - 제노스
- 내 친구 호비 - 레오 아저씨
- 에어로버 (MBC) - 이안
- 빅 히어로 시리즈

### 노래
- 듀비카 오프닝 - 듀얼 비스트 카
- 가면라이더 드라이브 오프닝 - SUPRRISE-DRIVE
- 파워레인저 애니멀포스 엔딩 - 렛츠! 애니멀 댄스